# Elpidia uschakovi
Elpidia uschakovi is een zeekomkommer uit de familie Elpidiidae.
De wetenschappelijke naam van de soort werd in 1971 gepubliceerd door Belyaev.